# Солнечный (Абанский район)
Солнечный — упразднённый посёлок в Абанском районе Красноярского края России. На момент упразднения входил в состав Долгомостовского сельсовета. Упразднён в 2001 году.

## География
Располагался в восточной части Красноярского края, в междуречье рек Панакачет и Нижний Тиличет, на расстоянии приблизительно 18 километров (по прямой) к востоку от села Долгий Мост.

## История
Возник в 1950-е годы как один из производственных участков Долгомостовского Химлесхоза.